# Jelanjska
Jelanjska är ett samhälle i Bosnien och Hercegovina.   Det ligger i entiteten Republika Srpska, i den centrala delen av landet, 110 km norr om huvudstaden Sarajevo. Jelanjska ligger 192 meter över havet och antalet invånare är 481.
Terrängen runt Jelanjska är platt. Närmaste större samhälle är Doboj, 17,2 km öster om Jelanjska. 
I omgivningarna runt Jelanjska växer i huvudsak lövfällande lövskog. Runt Jelanjska är det ganska tätbefolkat, med 70 invånare per kvadratkilometer.